# Onthophagus phanaeomorphus
Onthophagus phanaeomorphus es una especie de insecto del género Onthophagus, familia Scarabaeidae, orden Coleoptera.

Fue descrita científicamente por Janssens en 1954.